# 阿圖埃爾河

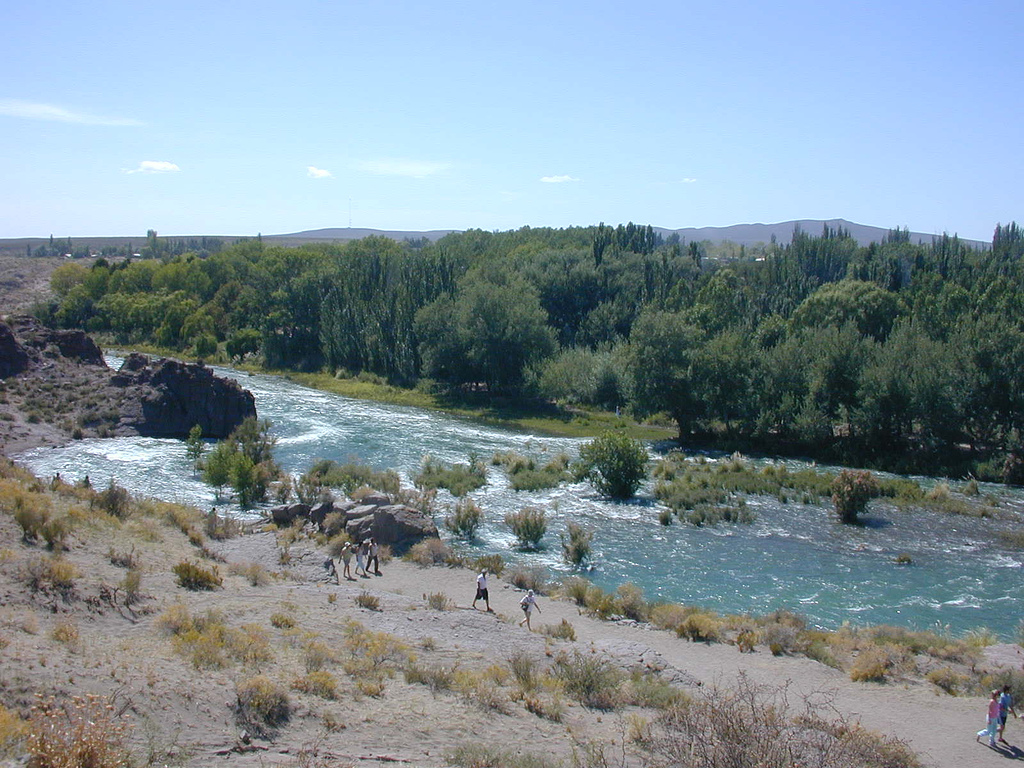
阿圖埃爾河近聖拉斐爾

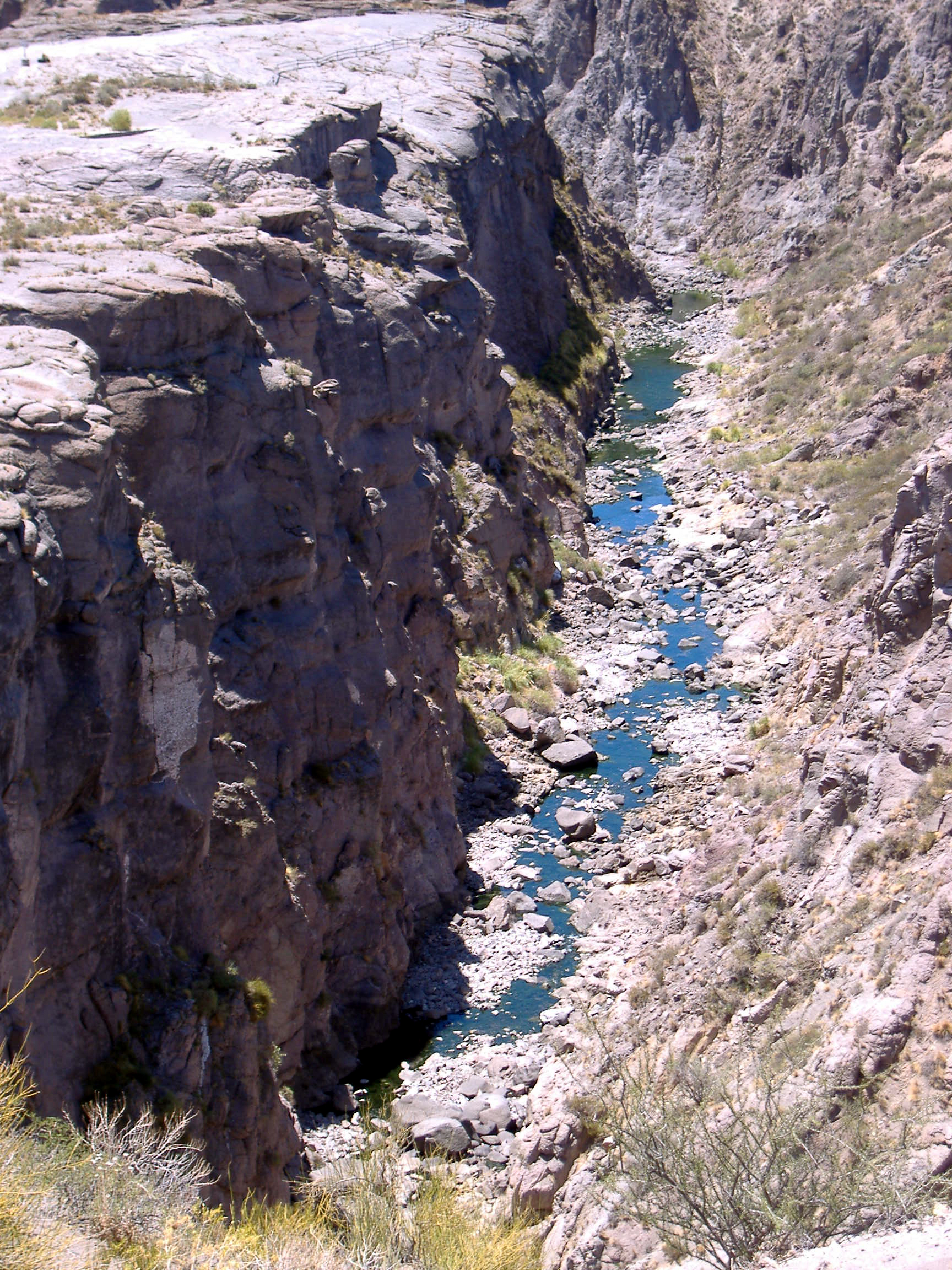
阿圖埃爾河峽谷

阿圖埃爾河（西班牙語：Río Atuel）是阿根廷的河流，流經門多薩省和拉潘帕省，屬於德薩瓜德羅河的一部分，河道全長790公里，流域面積39,904平方公里，發源自安第斯山脈。

## 外部連結
- El Baqueano, San Rafael, Río Atuel.
- WelcomeArgentina. Adrenaline Guaranteed （页面存档备份，存于）.

34°33′17″S 70°05′06″W / 34.55472°S 70.08500°W